# Ploiaria carolina
Ploiaria carolina är en insektsart som först beskrevs av Herrich-schaeffer 1850.  Ploiaria carolina ingår i släktet Ploiaria och familjen rovskinnbaggar. Inga underarter finns listade i Catalogue of Life.